# 莱谢克一世

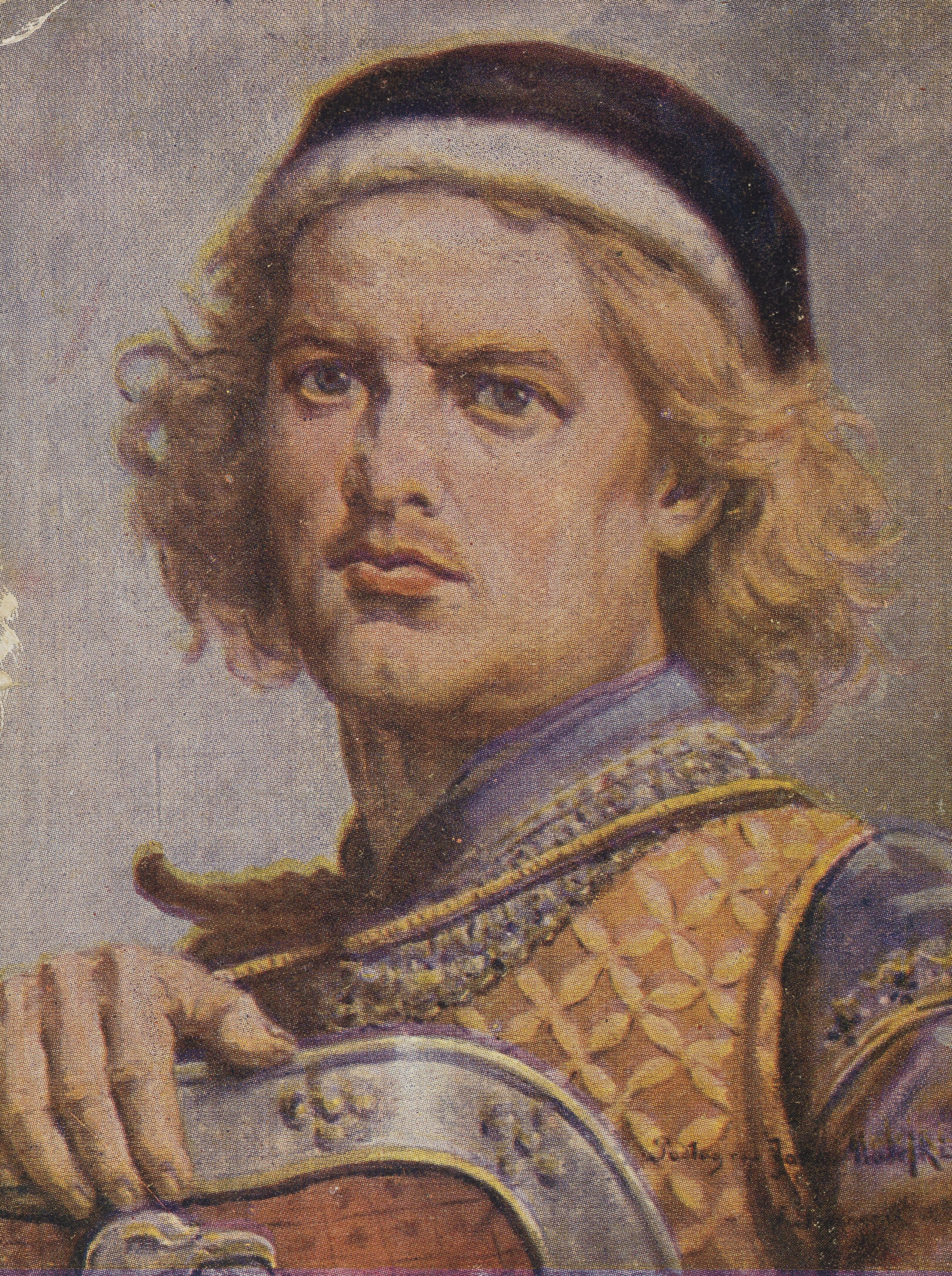
莱谢克一世

莱谢克一世（白公爵）（波蘭語：Leszek Biały，1186年/1187年—1227年11月24日），桑多梅日公爵（1194年－1227年）和克拉科夫公爵（1194年－1198年）、（1198年－1202年）、（1202年－1210年）及（1210年－1227年）。1194年到1227年间四次成为波兰的统治者。

## 四度統治
莱谢克一世是正義王卡齊米日二世的長子，母親為茲諾伊莫的海倫。父親在卡齊米日二世於1194年逝世，當時莱谢克一世只有七、八歲，因為他的年幼，皮亞斯特王朝便為了由誰繼位為大公而產生糾紛。以克拉科夫主教佩烏卡為首的教會貴族，出於對卡齊米日二世昔日對教會的慷慨，而力主由萊謝克繼位；而以督軍米柯瓦伊為首的世俗領主則支持大波蘭公爵「年老的」梅什科三世重新繼位。最後以萊謝克成功繼任大公，而由其母海倫和克拉科夫主教佩烏卡組織攝政委員會，執掌政權。但是伯父梅什科三世不單重掌小波蘭，更因為得到西里西亞的貴族所支持而於1195年興兵進軍克拉科夫。
海倫和克拉科夫主教佩烏卡則請來加利西亞王公羅曼助陣，梅什科三世由於在1195年9月13日的穆茲加瓦兵敗負傷，最終只能放棄對小波蘭的控制。穆茲加瓦之敗，讓梅什科三世意識到要以武力奪取權位是十分困難的，因此他開始透過與卡什米日二世的遺孀茲諾伊莫的海倫和談，終於在1198年重返小波蘭，三度登上波蘭大公之位，而莱谢克一世在和議中得到小波蘭及庫亞維，加上父親的領地桑多梅日，莱谢克一世將馬佐夫舍及庫亞維交給弟弟康拉德，而自己則統治桑多梅日及謝拉茲-文奇察。
1202年，梅什科三世病逝，督軍米柯瓦伊於是重迎萊謝克一世回克拉科夫，但最終以萊謝克一世拒絕排除他的親信高沃勒克的職務，因此擔心喪失權位的米柯瓦伊於是逐走萊謝克一世，另迎梅什科三世之子「細腿」瓦迪斯瓦夫三世出任大公，企圖排除萊謝克一世的繼承權，不過由於米柯瓦伊隨即暴死，萊謝克一世便靠著教會勢力趁機逐走瓦迪斯瓦夫三世，重登波蘭大公。
1210年，教皇諾森三世絕罰了波蘭大公瓦迪斯瓦夫三世及萊謝克一世，只有西里西亞公爵亨里克一世不在絕罰名單中。當時波蘭局勢動盪，格涅茲諾大主教因此召開教會會議商討。正當眾人在教會會議商討時，西里西亞的貴族梅什科四世不單不參與會議，並趁機帶兵攻入克拉科夫，並在無抵抗的情況下成為克拉科夫大公。可惜一年後，梅什科四世於1211年5月16日逝世。在梅什科四世逝世後，萊謝克一世才能順利回到克拉科夫成為新任波蘭大公。

## 甘薩瓦慘劇（英语：Gąsawa massacre）

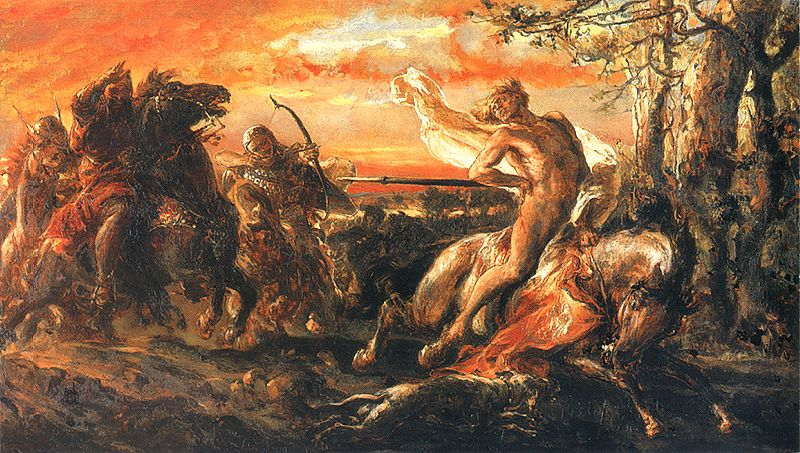
白公爵莱谢克一世之死 (1880年)

1227年，萊謝克一世召集了波蘭境內最有勢力的貴族於11月在甘薩瓦舉行一次王公大會以解決領土糾紛。西里西亞公爵亨里克一世、馬佐夫舍公爵康拉德一世、統治諾泰奇河畔納克沃的瓦迪斯瓦夫·歐登尼采（瓦迪斯瓦夫是梅什科三世的孫子）及瓦迪斯瓦夫三世皆受邀出席。然而瓦迪斯瓦夫·歐登尼采和波美拉尼亞统治者斯威托佩克二世突襲了會場，萊謝克一世當場被殺，亨里克一世重傷。瓦迪斯瓦夫三世因為遲到逃過一劫。

## 死後及繼承
萊謝克一世的遺體被運到克拉科夫安葬，於1227年12月6日下葬於瓦維爾主教座堂。在這種情况下，瓦迪斯瓦夫三世於1228年再次當選為大公，並以1217年與萊謝克一世簽訂的條約成為萊謝克一世年幼的兒子波列斯瓦夫的監護人。瓦迪斯瓦夫三世、亨里克一世及康拉德一世先後成為克拉科夫大公。1233年，萊謝克一世之弟馬佐夫舍公爵康拉德一世卻將波列斯瓦夫囚禁並虐待他們母子二人 ，其後由亨里克一世救出。1234年，波列斯瓦夫終於在克拉科夫主教佩烏卡的幫助下得回桑多梅日。1243年，波列斯瓦夫更成為克拉科夫大公及波蘭公爵。